# The Flying Saucers Are Real
The Flying Saucers Are Real este o carte non-fiction din 1950 a scriitorului și ofițerului american Donald Keyhoe. A fost republicată la 4 decembrie 2006.
Articolul lui Keyhoe, "Flying Saucers Are Real - Farfuriile zburătoare sunt reale", a apărut în ediția din 1950 a revistei True (publicat la 26 decembrie 1949) și a provocat o senzație. Deși astfel de afirmații sunt întotdeauna greu de verificat, căpitanul Edward J. Ruppelt, primul șef al Proiectului Blue Book, a raportat că "se zvonește printre editorii de reviste că articolul lui Don Keyhoe în True a fost unul dintre cele mai citite și mai discutate articole din reviste din istorie."
Capitalizând acest interes, Keyhoe a extins articolul într-o carte, The Flying Saucers Are Real; care s-a a vândut în peste jumătate de milion de copii broșate (paperback). El a susținut că Forțele Aeriene știau că farfuriile zburătoare erau extraterestre, dar au ascuns rapoartele pentru a evita panica publică. În viziunea lui Keyhoe, străinii   - oricare ar fi originile sau intențiile lor   - nu păreau ostili și probabil că supravegheau Pământul de două sute de ani sau mai mult, deși Keyhoe a remarcat că "observația lor a crescut brusc în 1947, ca urmare a seriei de explozii cu bombă A din 1945". Dr. Michael D. Swords a caracterizat cartea ca fiind "o reacție destul de senzațională, dar precisă a problemei". (Swords, p. 100) Boucher și McComas au apreciat-o drept "conștientă, inteligentă și convingătoare".
Carl Jung a susținut că primele două cărți ale lui Keyhoe (The Flying Saucers Are Real și Flying Saucers from Outer Space) au fost "bazate pe materiale oficiale și au evitat pe baza unor studii speculațiile sălbatice, naivitatea sau prejudecățile altor publicații [OZN]".

## Vezi și
- Flying Saucers from Outer Space (1953)